# 塔冢站
塔冢站是石家庄地铁3号线的地铁车站，位于中华人民共和国河北省石家庄市裕华区塔北路与富强大街交叉口，于2021年4月6日开通。

## 车站结构
塔冢站位于塔北路与富强大街交叉口，沿塔北路设置，呈东西走向，为地下两层岛式站台车站，车站长302.45米，标准段宽19.6米，车站地下一层为站厅层，地下二层为站台层，站台设置全高站台门。车站东侧设有一条单渡线。
| 地面              | 出入口 | A、B、C、D出入口                                                                                    |
| 地下一层          | 站厅   | 客服中心、自动售票机、验票机                                                                        |
| 地下二层          | 站台   | \| \| \| █ 3号线往西三庄（孙村） \| \| 島式 · 開左邊车门 \| \| \| \| \| \| █ 3号线往乐乡（东王） \| |
|                   |        | █ 3号线往西三庄（孙村）                                                                             |
| 島式 · 開左邊车门 |        | |
|                   |        | █ 3号线往乐乡（东王）                                                                               |

## 车站出口
塔冢站共有4个出入口，各出口及周围设施如下所示：
| 出口编号                             | 照片 | 地点                             | 可到达目的地                       |
| ------------------------------------ | ---- | -------------------------------- | ---------------------------------- |
| 出口 · A · 扶手电梯标志              |      | 塔北路（北侧），富强大街（东侧） | 富强公园                           |
| 出口 · B · 扶手电梯标志              |      | 塔北路（南侧），富强大街（东侧） | 维多利亚时代翠景园                 |
| 出口 · C · 扶手电梯标志              |      | 塔北路（南侧），富强大街（西侧） | 维多利亚时代逸景园，永昌萃峰       |
| 出口 · D · 升降机标志 · 扶手电梯标志 |      | 塔北路（北侧），富强大街（西侧） | 水云间蓝湾，青南共享社区，富强小区 |
| 註： 設有 \| 設有扶手電梯            |      |                                  |                                    |

## 接驳交通

### 公交车
- 塔冢(富强公园)：35路，49路，67路

## 历史
本站工程名与正式站名均为塔冢站，以车站所处的塔冢村命名。
- 2021年4月6日，本站随3号线一期东段及二期工程通车开通[1]。
- 2022年8月28日，受新冠疫情影响，车站暂停运营[4]。9月6日，车站恢复运营[5]。